# Shirley Cruz Traña
Shirley Cruz Traña (sinh ngày 28 tháng 8 năm 1985) là một cầu thủ bóng đá người Costa Rica đang chơi cho câu lạc bộ Trung Quốc Jiang Suning thuộc Giải vô địch nữ Trung Quốc. Cruz gia nhập Lyon vào tháng 1 năm 2006, trước đó chơi cho đội bóng đá nữ tại Costa Rican UCEM Alajuela và đóng vai trò là một tiền vệ cầm nhịp trận đấu, với vai trò là một cầu thủ sâu sắc. Cô cũng là thành viên của đội tuyển bóng đá nữ quốc gia Costa Rica, lần đầu tiên tham gia cùng giải đấu lớn với quốc gia của cô tại Cúp vàng CONCACAF năm 2002, từng là một giải đấu điều kiện để tham gia FIFA World Cup Bóng đá nữ 2003.

## Sự nghiệp quốc tế
Cruz được tuyển và trở thành thành viên đội bóng đá nữ U19 và U20 tuổi của Costa Rica. Lần đầu tiên tham gia thi đấu của cô trong màu áo của đội tuyển quốc gia chính thức là trong khuôn khổ giải Cúp vàng Bóng đá nữ CONCACAF năm 2002, từng là giải đấu điều kiện để tham dự FIFA World Cup Bóng đá nữ 2003. Trong trận đấu năm 2004 với Canada, cô bị bong gân đầu gối phải, Cruz không góp mặt với đội tuyển quốc gia trong hai năm tiếp theo, do các cam kết với câu lạc bộ bóng đá của cô. Vào năm 2006, cô sẵn sàng để tham gia thi đấu và trở lại đội tham gia vòng loại cho Cúp vàng CONCACAF năm 2006.
Costa Rica đủ điều kiện tham dự giải đấu World Cup FIFA Bóng đá nữ lần đầu tiên và Cruz là đội trưởng tại World Cup FIFA 2015 ở Canada, chơi cả ba trận đấu của Costa Rica.